# Popeye (personnage)
Pour les articles homonymes, voir Popeye (homonymie).
Popeye (prononciation américaine : ˈpɑːpaɪ, Mathurin dans d'anciennes traductions françaises) est un personnage de fiction créé par l'Américain Elzie Crisler Segar en 1929 pour son comic strip The Thimble Theatre. Sa première apparition est dans la bande quotidienne du 17 janvier 1929. Marin fruste et susceptible mais généreux et loyal, doué d'une force extraordinaire, il est devenu l'un des personnages emblématiques de la culture populaire américaine à la suite des adaptations en dessin animé à partir de 1933. Dans la plupart des pays du monde, il est dans le domaine public.
Popeye est à l'origine de la création de Mario, la mascotte de Nintendo, car pour des raisons de droits d'auteur, la firme japonaise créa à la place le personnage de Jumpman rebaptisé Mario dans le jeu Donkey Kong sorti en 1981.

## Description

### Origine et nom du personnage
Popeye aurait été inspiré à Segar par Frank Fiegel, dit « Rocky » (1868-1947), habitant haut en couleur de Chester, la ville de l'Illinois où l'auteur a grandi. Ce grand Américain d'origine polonaise à la mâchoire anguleuse, amateur de bagarres réputé pour sa force extrême dans sa jeunesse et fumeur de pipe invétéré par la suite, était bien connu de Segar, mais celui-ci n'a jamais confirmé directement qu'il ait inspiré Popeye,,. Fiegel meurt le 24 mars 1947 sans avoir été marié. Sa tombe est gravée d'une image de Popeye et la ville de Chester erige une statue en son honneur, toujours debout aujourd'hui. Selon l'historien Michael Brooks, Segar envoyait régulièrement de l'argent à Fiegel,.
En 2015, l'homme d'affaires Greg Morena a réfuté l'affirmation selon laquelle Popeye serait originaire de Chester. Au lieu de cela, il a déclaré que Santa Monica, en Californie, était le lieu de naissance du personnage et qu'un marin norvégien du nom d'Olaf « cap » Olsen avait donné l'impulsion au personnage. Les recherches présentées dans l'édition 2009 de Jim Harris intitulée «Santa Monica Pier: A Century of the Last Great Pleasure Pier» ont donné à penser que, tout en vivant à Santa Monica, Segar fondait ses attributs physiques sur Olsen ; même si Harris n’a jamais formulé de revendication définitive.
Le nom de Popeye vient de son œil « écarquillé » (pop eye). Il est appelé ainsi par Ham Gravy dans le strip du 19 janvier 1929. Segar ne donne jamais le prénom originel de Popeye, qui lui-même ne s'en souvient plus, pas plus que son père. En France, Popeye est appelé « Mathurin » dans les albums publiés par Tallandier de 1935 à 1938, mais le nom originel, utilisé dans les hebdomadaires Robinson et Hop-là ! à partir de 1937 s'impose dès la fin de la décennie. 
« Popeye » est également utilisé dans les pays hispanophones, néerlandophones, lusophones et germanophones, ainsi que sous forme transcrite dans les langues slaves (Попай ou Попај), en hébreu (פופאי), japonais (ポパイ), coréen (뽀빠이) ou bengali (পপাই). L'arabe (باباي, « bābāy ») et l'hindi (पोपी, « pōpī ») utilisent des transcriptions plus éloignées. En serbo-croate et en tchèque (« Popaj ») ainsi qu'en lituanien (« Popajus ») des graphies adaptées sont utilisées.
Dans d'autres langues, Popeye prend un nom local : « Kalle » en finnois, « Karl-Alfred » en suédois,  « Skipper'n » en norvégien, « Zebl » (زبل) en persan et « Temel » en turc. Enfin, d'autres langues insistent sur sa force : en mandarin il se nomme « dàlì shuǐshǒu » (大力水手, « marin vigoureux ») et en italien « Braccio di Ferro » (« Bras de fer »).

### Popeye dans les bandes dessinées

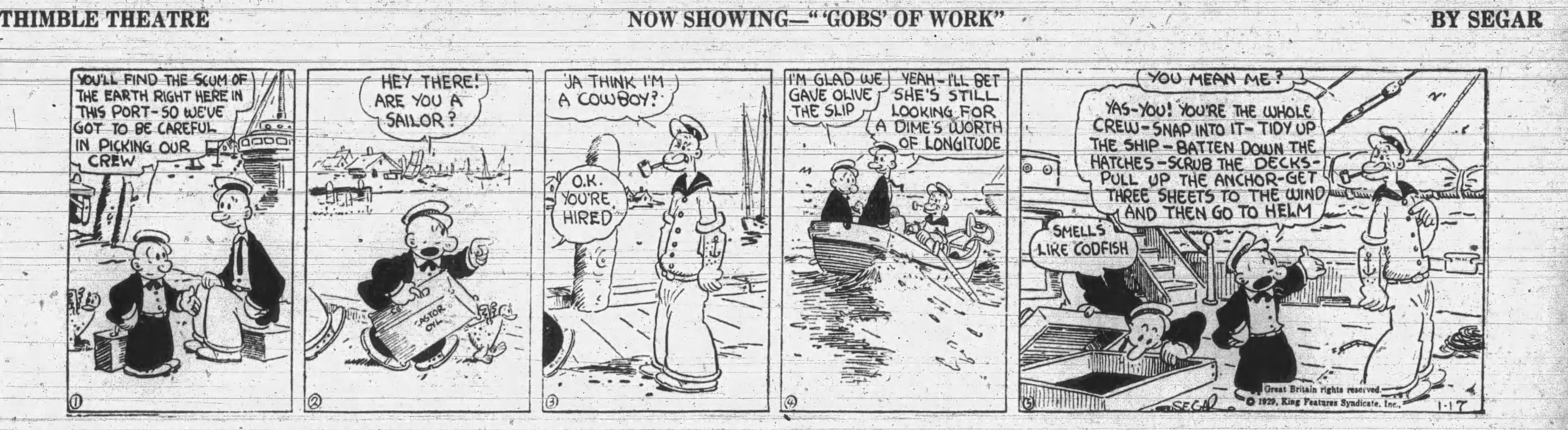
Première apparition de Popeye le marin comme personnage secondaire dans le comic strip The Thimble Theatre, 17 janvier 1929.

Popeye est un marin bourru, susceptible et qui réagit violemment s'il est provoqué, faisant alors étalage de sa force et de sa résistance physique qui confine à l'invulnérabilité. Peu éduqué, il est ponctué d'éclairs de lucidité, mais ne brille généralement pas par son intelligence, comme le montre son langage très particulier. Il confond en effet les personnes et les temps verbaux, fait de nombreuses erreurs de vocabulaire et de syntaxe, et préfère aux grandes explications les sentences définitives, comme « Blow me down! » (« J'en suis soufflé ! », « Nom d'une pipe ! ») et son fameux « I yam what I yam and that's what I yam. » (« Je suis c'que j'suis et c'est tout c'que j'suis ! »).
Cependant, Popeye est également brave, loyal, proche des pauvres, voire sentimental concernant Olive Oyl. Bien qu'il soit habillé en marin, et que ce soit son métier lors de sa première apparition, Popeye devient vite un héros aventurier à tout faire, passant de boxeur à fermier, de journaliste à dictateur éclairé. Dans les bandes dessinées, sa consommation d'épinards est épisodique, Popeye étant naturellement fort.
Popeye porte en général une chemise de marin noir et rouge à boutons jaunes, un pantalon bleu, une casquette blanche et tient continuellement pincée entre ses lèvres une petite pipe en maïs. Au-delà de sa grande force, ce n'est pas à proprement parler un modèle de superhéros : il est borgne, a des avant-bras surdéveloppés avec une ancre tatouée sur chacun, le menton proéminent, marche comme un canard et ses coudes ressortent.
À la suite du succès de Popeye, Hearst demande à Segar d'édulcorer son langage et de diminuer sa violence. L'auteur obtempère, sans cependant dénuer Popeye de ce qui fait sa personnalité. Ses successeurs y parviennent avec plus ou moins de bonheur, certains en faisant un simple héros de family strip.

### Popeye dans les dessins animés

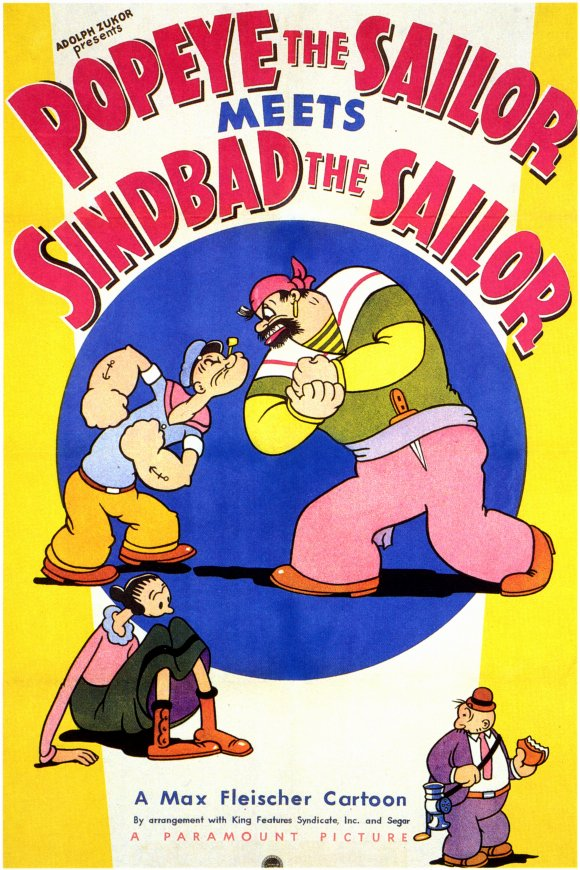
Affiche du court-métrage d'animation Popeye rencontre Sindbad le marin, 1936.

Dans le dessin animé, Popeye, habillé comme dans la bande dessinée, joue là encore de très nombreux rôles. Quand il est en difficulté (en général, pour sauver sa fiancée), il ingurgite des épinards, son plat préféré, qui lui donnent la force de terrasser le méchant Brutus. Les dessins animés insistent plus sur sa force que son inventivité langagière. Dans la version originale, il parle avec un fort accent de marin, dû à Jack Mercer.
Dans les dessins animés de Hanna-Barbera, Popeye forme avec Olive un tandem qui se livre à diverses enquêtes. Cela le conduit une nouvelle fois à exercer un grand nombre de métiers. Dans Popeye, Olive et Mimosa, éphémère série animée de 1987, Popeye est marié avec Olive, gère une salle de sport à Hawaï, a un fils, et est ami avec Brutus.

## Incarnations
- Popeye (dessins animés, 1933-1957) : Jack Mercer (VO) et Pierre Trabaud (VF) (voix)
- Popeye the Sailor (série animée, 1960-1962) : Jack Mercer (VO) et Pierre Trabaud (VF) (voix)
- Popeye Meets the Man Who Hated Laughter (téléfilm animé, 1972) : Jack Mercer (VO) et Pierre Trabaud (VF) (voix)
- The All-New Popeye Hour (série animée, 1978-1983) : Jack Mercer (VO) et Pierre Trabaud (VF) (voix)
- Popeye de Robert Altman (film, 1980) : Robin Williams (VF : Jacques Balutin).
- Popeye, Olive et Mimosa (série animée, 1987) : Maurice LaMarche (VO) et Pierre Trabaud (VF) (voix)
- Le Voyage de Popeye (téléfilm animé, 2004) : Billy West (VO) et Michel de Warzée (VF) (voix)

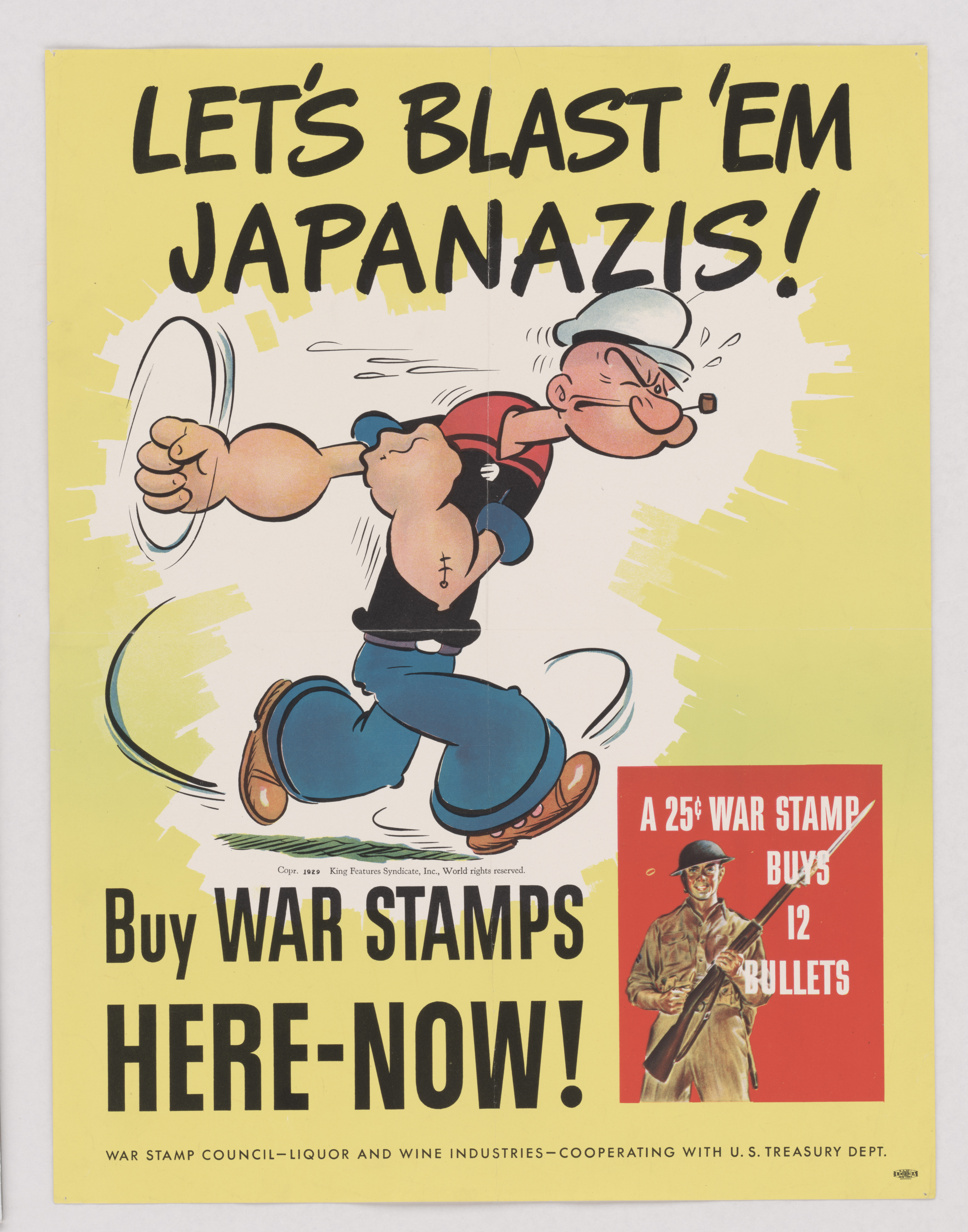
Affiche de propagande américaine à l'effigie de Popeye, incitant à lutter contre les Japonais et les nazis par l'achat de timbres de guerre américains (en) servant à acquérir des war bonds.
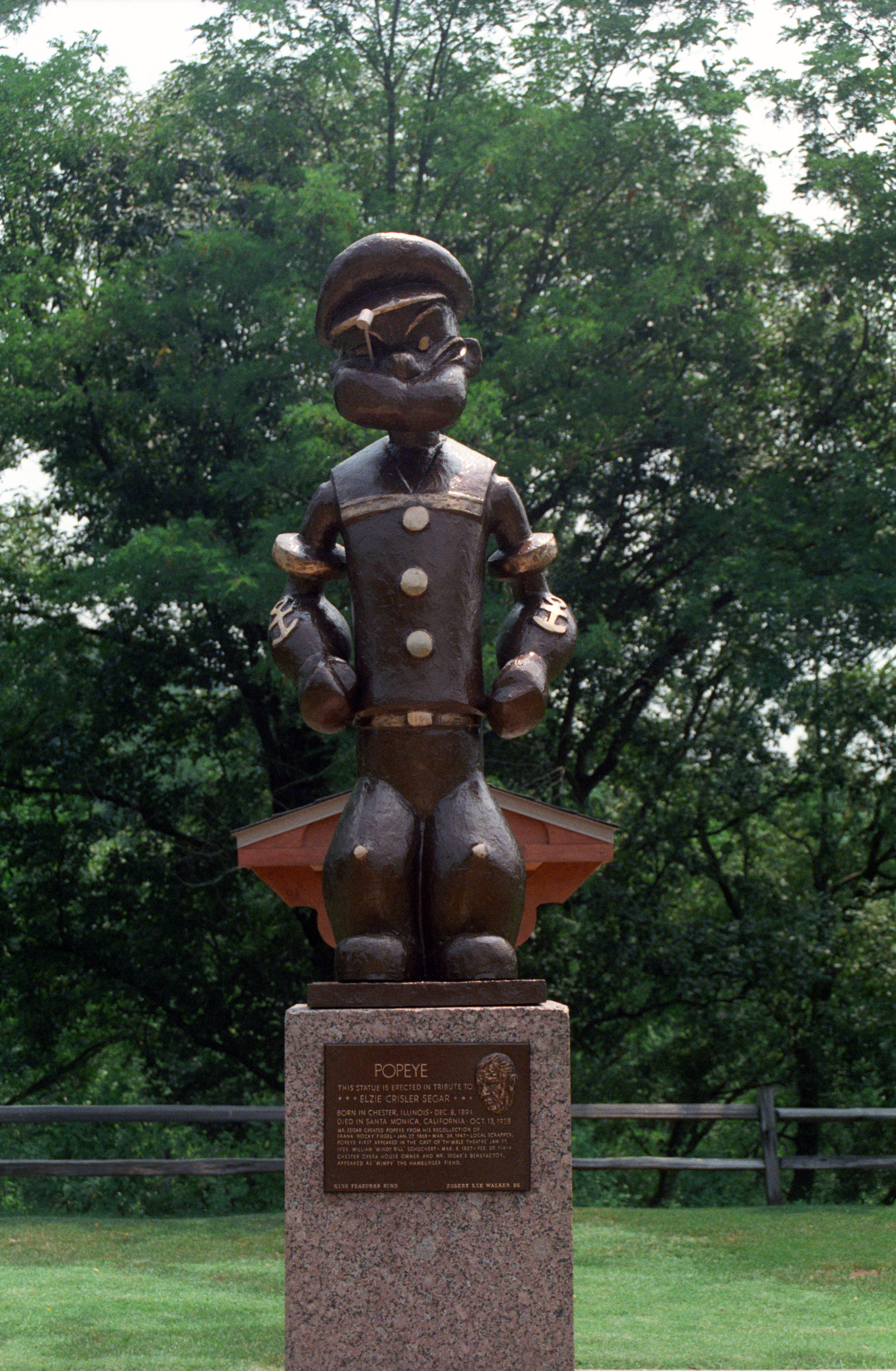
Statue de Popeye à Chester (Illinois).